# Ерошин, Евгений Фёдорович
Евгений Фёдорович Ерошин (27 марта 1950) — российский политик, народный депутат России, депутат Совета Федерации Федерального Собрания Российской Федерации первого созыва (1993—1996).

## Биография
Окончил Львовский политехнический институт. Будучи директором Котласского завода силикатного кирпича, был избран народным депутатом России в 1990 году.
В 1993 году избран депутатом Совета Федерации Федерального Собрания Российской Федерации первого созыва по Архангельскому избирательному округу № 29.
Был членом фракции «Коалиция реформ», входил в комиссию Верховного Совета по экономической реформе, в Конституционную комиссию, в Комитет Совета Федерации по конституционному законодательству и судебно-правовым вопросам. Был участником Конституционного совещания.
Председатель АО «Котласский завод силикатного кирпича» (Архангельская область). Женат, имеет троих сыновей.